# هوکست جنوبی (نیوهمپشایر)

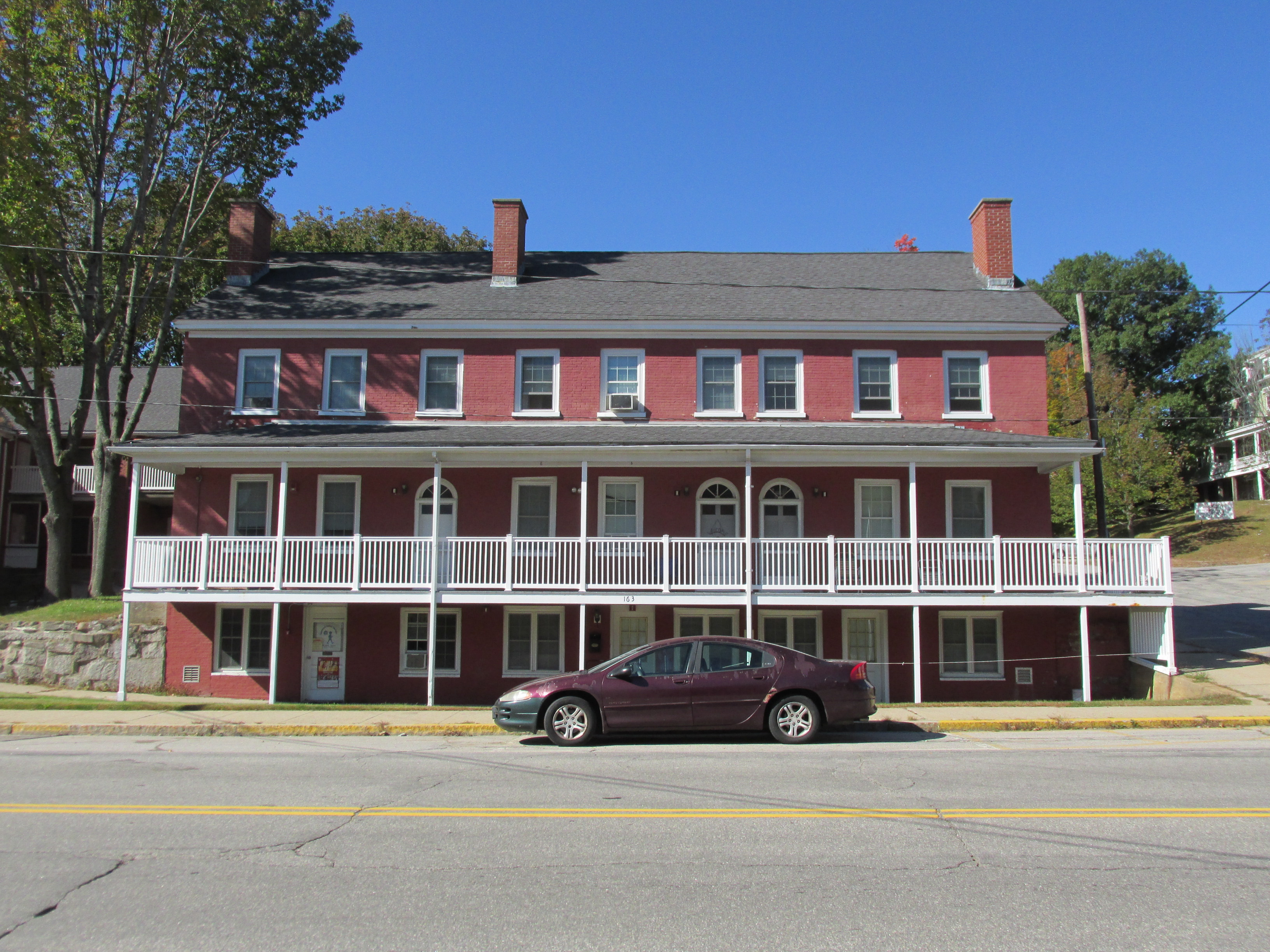

هوکست جنوبی (به انگلیسی: South Hooksett) شهری در ایالت نیوهمپشایر کشور ایالات متحده آمریکا است که جمعیت آن در سرشماری سال ۲۰۱۰ میلادی، ۵٬۴۱۸ نفر بوده‌است.